# Joris Cornet
Pour les articles homonymes, voir Cornet.
Joris Cornet, né le 1er septembre 1991 à Frameries, est un coureur cycliste belge.

## Biographie
Joris Cornet naît le 1er septembre 1991 à Frameries, en Belgique. 
Au cours de sa carrière, il s'est notamment classé huitième du Grand Prix du 1er mai - Prix d'honneur Vic De Bruyne en 2011. En 2013, il est sélectionné pour représenter l'équipe de Belgique lors de l'Eurométropole Tour. 
Spécialiste de la piste, il est devenu champion de Belgique du kilomètre en 2011. Il a également été champion de Belgique de keirin à Gand en décembre 2014. Il s'est également illustré en terminant deuxième du championnat de Belgique d'omnium quelques jours plus tard, en 2015.

## Palmarès sur piste

### Championnats d'Europe
- Anadia 2012
  -  Médaillé de bronze de la poursuite par équipes espoirs

### Championnats nationaux
- 2009
  - 2e du championnat de Belgique de vitesse par équipes juniors
  - 2e du championnat de Belgique de keirin juniors
  - 3e du championnat de Belgique de l'omnium juniors
- 2011
  -  Champion de Belgique du kilomètre
- 2014
  -  Champion de Belgique de keirin
- 2015
  - 2e du championnat de Belgique d'omnium
  - 2e du championnat de Belgique de keirin

## Palmarès sur route

### Par année
- 2008
  - Champion du Hainaut du contre-la-montre débutants
- 2012
  - 3e du championnat du Hainaut sur route espoirs
  - 3e du championnat du Hainaut sur route

### Classements mondiaux
| Année           | 2011   |
| --------------- | ------ |
| UCI Europe Tour | 1 183e |